# Alfred Kirchhoff
 (novembre 2017).
Si vous disposez d'ouvrages ou d'articles de référence ou si vous connaissez des sites web de qualité traitant du thème abordé ici, merci de compléter l'article en donnant les références utiles à sa vérifiabilité et en les liant à la section « Notes et références ».
Alfred Kirchhoff, né en 1838 à Erfurt, et mort en 1907 à Leipzig, est un géographe allemand.
Il enseigne de 1873 à 1907 à Halle, et dirigea la collection Unser Wissen von der Erde (1884-1893).